# Silkscreentryck

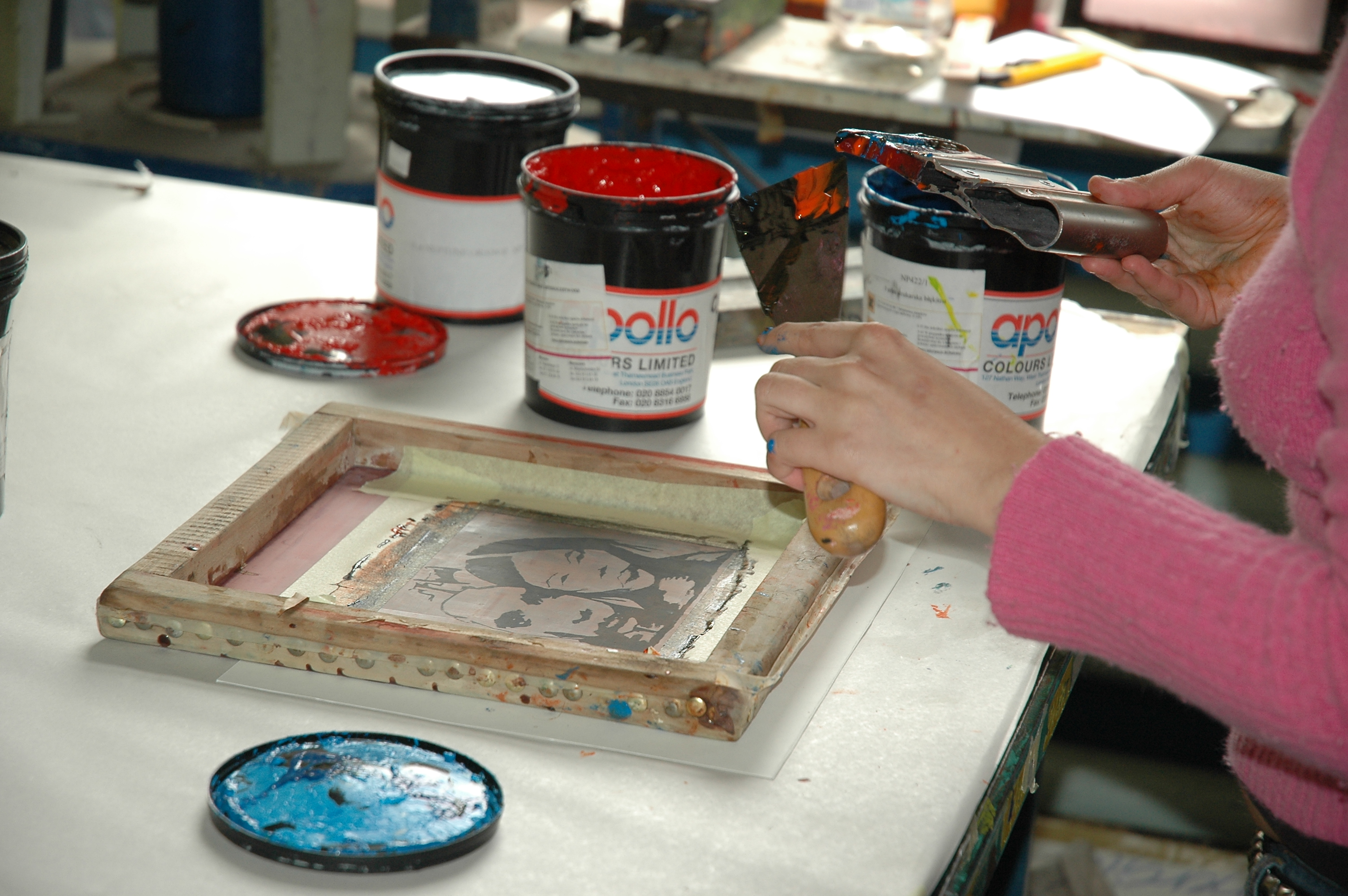
Silkscreentryckning

Silkscreentryck eller serigrafi är en tryckteknik som bygger på att färg, med hjälp av en rakel (ett verktyg som påminner om en gummiraka), pressas genom en tunn silkes-, eller polyesterväv som är fastspänd i en ram. Även finmaskiga metallnät förekommer. En fördel med metallnät är att de håller länge, och kan användas för stora upplagor.
Schabloner täcker de partier av väven som inte ska släppa igenom färg till papperet under ramen. Schablonerna kan bestå av papper eller plast, eller av fernissa som penslats direkt på väven och sedan fått torka. I professionella tryckerier skapas schablonerna fotografiskt, och beroende på vävens täthet och schablonens exakthet kan mycket hög tryckkvalitet uppnås.
Vid silkscreentryck kan man bara trycka en färg åt gången, men genom att trycka nya lager färg på samma papper kan den slutliga bilden ha oändligt många färger, som antingen skapats med hjälp av raster eller med heltäckande färger.
Serigrafi kallas silkscreentryck i konstgrafiska sammanhang.

## Historia
Tryckmetoden uppfanns i Kina för cirka 2 000 år sedan och har sedan utvecklats med nya sorters färger och raklar.
Inom västerländsk konst började amerikanska konstnärer använda silkscreentryck i slutet av 1930-talet. Idag använder många konstnärer serigrafin för stora format, ofta i kombination med fotografiskt material. Genom att man kan trycka på olika sorters underlag, som målarduk, plast, eller trä, har åtskilliga målare och skulptörer integrerat metoden i sitt skapande. En stor del av till exempel Rauschenbergs och Warhols bilder baseras på silkscreentryckets möjligheter.